# Nhandeara (ort)
Nhandeara är en ort i Brasilien.   Den ligger i kommunen Nhandeara och delstaten São Paulo, i den södra delen av landet, 600 km söder om huvudstaden Brasília. Nhandeara ligger 514 meter över havet och antalet invånare är 10 000.
Terrängen runt Nhandeara är huvudsakligen platt. Nhandeara ligger uppe på en höjd. Nhandeara är det största samhället i trakten.
Omgivningarna runt Nhandeara är en mosaik av jordbruksmark och naturlig växtlighet. Runt Nhandeara är det ganska glesbefolkat, med 28 invånare per kvadratkilometer.